# 최설우
최설우(개명 전 이름: 최영환, 崔瑛煥, 1992년 2월 20일 ~ )은 KBO 리그 롯데 자이언츠의 투수이다.

## 한화 이글스시절
2014년에 2차 1라운드 지명을 받아 입단하였다. 당시 감독이었던 김응용이 향후 팀의 마무리로 기대했던 투수였으며, 연고 팀인 롯데 자이언츠에서도 경남고등학교의 좌완 투수 김유영과 더불어 1차 지명 후보에 올랐던 선수였다. 150km/h에 육박하는 빠른 직구를 보유하고 있어 팀의 미래를 책임질 유망주 투수로 각광받았다. 데뷔전이자 2014년 개막전에서 홀드를 기록했다.
그러나 팔꿈치 부상으로 인해 2015년에는 1경기 등판에 그쳤고, 2015년 7월 14일 화성 히어로즈와의 2군 경기 후 2군 경기에도 등판하지 못했다.
결국 2015년 9월 30일에 토미 존 수술을 받았고, 10월 2일에는 팔꿈치 뼛조각 제거 수술을 받았다. 2015년 시즌 후 방출됐다.

## 롯데 자이언츠시절
2015년 12월 10일에 입단하였다. 팀에서 이전에 1차 지명으로 생각하고 있었던 그가 자유 계약 공시되자 영입했다.
팔꿈치 수술 후 군 복무와 재활을 병행했다. 2016년 2월 1일에 53사단에 입소했고, 사회복무요원으로 대체 복무를 마친 후 2018년에 복귀했다. 2018년에는 2군 2경기에만 등판했으며, 2019년부터 1군 경기에 등판했다.

## 출신 학교
- 부산 감천초등학교
- 부산 대동중학교
- 개성고등학교
- 동아대학교

## 통산 기록
| 연도 | 팀명  | 평균자책점 | 경기 | 완투 | 완봉 | 승 | 패 | 세 | 홀 | 승률  | 타자 | 이닝 | 피안타 | 피홈런 | 볼넷 | 사구 | 탈삼진 | 실점 | 자책점 |
| ---- | ----- | ---------- | ---- | ---- | ---- | -- | -- | -- | -- | ----- | ---- | ---- | ------ | ------ | ---- | ---- | ------ | ---- | ------ |
| 2014 | 한화  | 7.10       | 50   | 0    | 0    | 1  | 2  | 1  | 2  | 0.333 | 304  | 64⅔  | 76     | 9      | 43   | 6    | 42     | 54   | 51     |
| 2015 | 한화  | 0.00       | 1    | 0    | 0    | 0  | 0  | 0  | 0  | -     | 8    | 1⅓   | 2      | 0      | 2    | 0    | 1      | 2    | 0      |
| 2019 | 롯데  | 6.41       | 15   | 0    | 0    | 0  | 0  | 0  | 0  | -     | 88   | 19.2 | 21     | 1      | 9    | 1    | 20     | 15   | 14     |
| 2020 | 롯데  | 6.30       | 6    | 0    | 0    | 0  | 1  | 0  | 0  | 0.000 | 53   | 10   | 19     | 4      | 3    | 1    | 7      | 11   | 7      |
| 2021 | 롯데  | 6.20       | 20   | 0    | 0    | 1  | 2  | 0  | 0  | 0.333 | 181  | 40⅔  | 45     | 4      | 24   | 2    | 28     | 30   | 28     |
| 2022 | 롯데  | 20.50      | 1    | 0    | 0    | 0  | 1  | 0  | 0  | 0.000 | 18   | 2⅔   | 8      | 4      | 1    | 1    | 1      | 6    | 6      |
| 2023 | 롯데  | 9.90       | 8    | 0    | 0    | 0  | 1  | 0  | 0  | 0.000 | 54   | 10   | 15     | 0      | 7    | 1    | 7      | 14   | 11     |
| 통산 | 5시즌 | 7.07       | 101  | 0    | 0    | 2  | 7  | 1  | 2  | 0.250 | 706  | 149  | 186    | 18     | 89   | 12   | 106    | 132  | 117    |